# Bülent Korkmaz
Bülent Korkmaz (* 24. listopadu 1968, Malatya) je bývalý turecký fotbalový obránce a reprezentant a později fotbalový trenér. Hrál na postu stopera (středního obránce).

## Klubová kariéra
Na klubové úrovni působil pouze v Galatasaray SK (1986–2005), působil zde i ve funkci kapitána mužstva. S týmem nasbíral řadu domácích trofejí a také vyhrál Pohár UEFA 1999/00 a Superpohár UEFA v roce 2000.

## Reprezentační kariéra
V roce 1988 odehrál 3 utkání za tureckou jedenadvacítku.
V A-týmu Turecka debutoval 17. 10. 1990 v kvalifikačním utkání v Dublinu proti domácímu týmu Irska (prohra 0:5).
Zúčastnil se EURA 1996 v Anglii, MS 2002 v Japonsku a Jižní Koreji (zisk bronzové medaile) a Konfederačního poháru FIFA 2003 ve Francii.
Celkem odehrál v letech 1990–2005 v tureckém národním týmu 102 zápasů a vstřelil 3 branky.
Zápasy Bülenta Korkmaze v A-týmu Turecka
| Národní tým | Rok    | Zápasy | Góly |
| ----------- | ------ | ------ | ---- |
| Turecko     | 1990   | 2      | 0    |
| Turecko     | 1991   | 8      | 0    |
| Turecko     | 1992   | 8      | 0    |
| Turecko     | 1993   | 6      | 1    |
| Turecko     | 1994   | 7      | 1    |
| Turecko     | 1995   | 11     | 0    |
| Turecko     | 1996   | 9      | 0    |
| Turecko     | 1997   | 4      | 0    |
| Turecko     | 1998   | 0      | 0    |
| Turecko     | 1999   | 0      | 0    |
| Turecko     | 2000   | 5      | 0    |
| Turecko     | 2001   | 4      | 0    |
| Turecko     | 2002   | 15     | 1    |
| Turecko     | 2003   | 14     | 0    |
| Turecko     | 2004   | 7      | 0    |
| Turecko     | 2005   | 2      | 0    |
| Celkem      | Celkem | 102    | 3    |

## Trenérská kariéra
Po skončení hráčské kariéry se dal na trenérskou dráhu. Vedl kluby v Turecku a Ázerbájdžánu (FK Baku) (platné k dubnu 2015).